# Acer calcaratum
Acer calcaratum — вид квіткових рослин із роду клен (Acer).

## Морфологічна характеристика
Це однодомне листопадне невелике дерево до 7 м заввишки. Гілочки гладкі, зелені та голі, зеленувато-коричневі або оливково-коричневі на другий рік; зимові бруньки яйцеподібні. Листки; листкові ніжки 1.5–4.6 см завдовжки, голі; листові пластинки зверху світло-зелені, знизу оливково-зелені й голі за винятком пазушних пучків світлих волосків, 6–15 × 5–21 см, знизу голі чи рудувато-волосисті в пазухах головних жилок, глибоко 3-лопатеві; частки трикутно-яйцеподібні, край цільний, верхівка загострена. Суцвіття верхівкові. Квітки: чашолистків 5, пурпурувато-червоні; пелюсток 5, білі; тичинок 8. Горішки коричневі, яйцеподібні, ≈ 5 × 7 мм, з чіткими жилками; крило з горішком 4–6 × 1.4–1.7 см, червонувате в молодості, коричневе в зрілому віці, крила тупо розпростерті. Період цвітіння: листопад — січень; період плодоношення: березень — липень.

## Середовище проживання
Ареал включає такі території: Китай (Юньнань), Таїланд, В'єтнам. Росте біля струмків у нижніх і верхніх гірських лісах на висотах від 936 до 2400 метрів.

## Використання
Немає інформації.